# مار دریایی شاخ‌دار
مار دریایی شاخ‌دار (نام علمی: Hydrophis peronii) نام یک گونه از تیره کفچه‌ماران است.